# جمعية البر بالأحساء

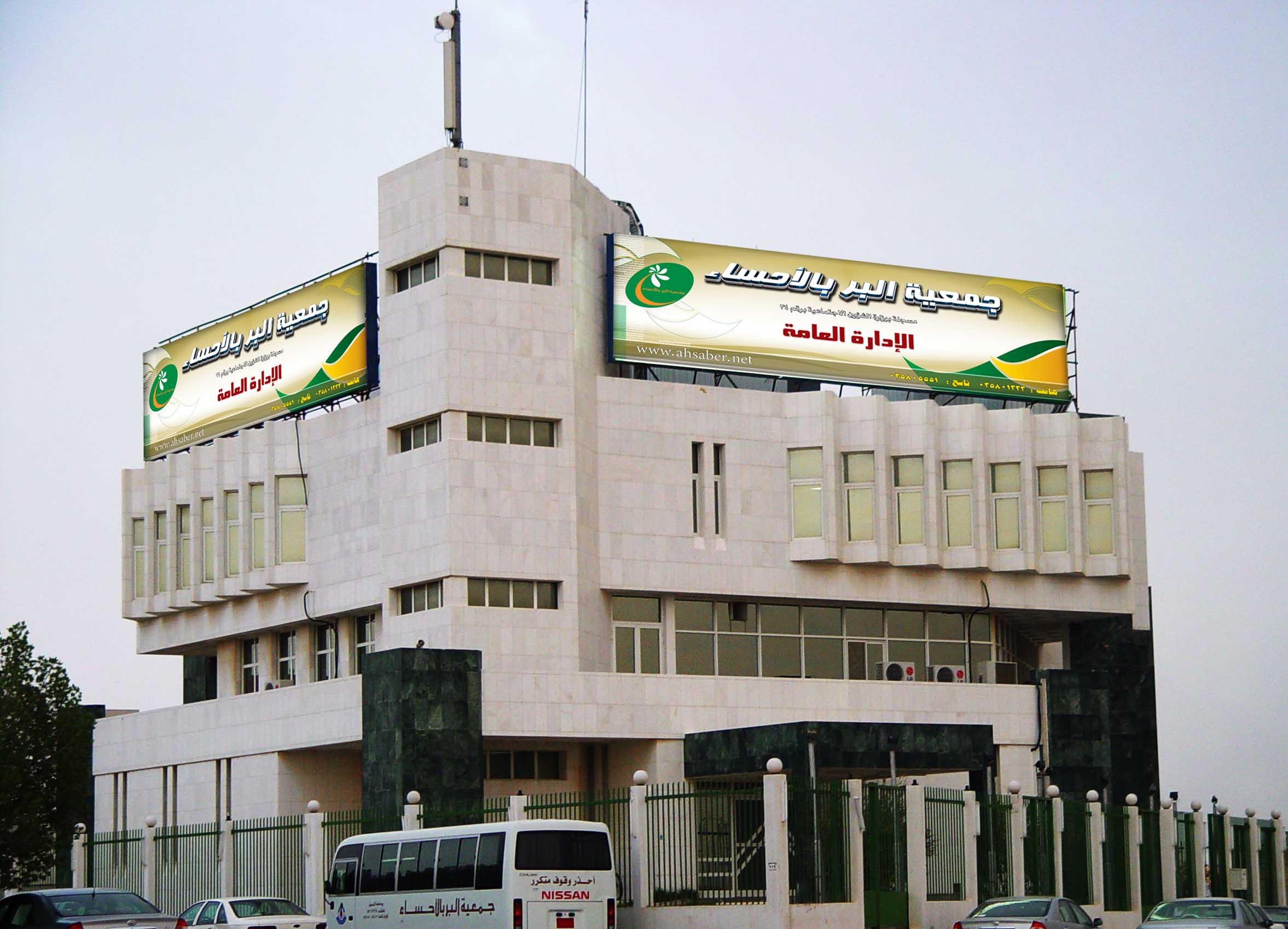
مبنى الإدارة العامة لجمعية البر بالأحساء

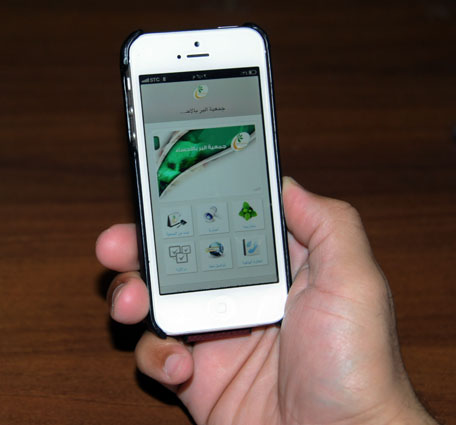
تطبيق جمعية البر بالأحساء على الأجهزة

جمعية البر بالأحساء توجد في محافظة الأحساء بالمملكة العربية السعودية. تقدم المساعدات الخيرية النقدية والعينية للأسر والأفراد والمحتاجين على شكل رواتب ثابتة أو مساعدات مؤقتة أو طارئة للأفراد أو الأسر الذين يثبت استحقاقهم لها على ضوء البحث الاجتماعي وتساعدة منكوبي الكوارث كحوادث السير والأمطار والحريق.

## انجازات
- تأسيس 32 مركزاً ومكتباً موزعة في منطقة واسعة من محافظة الأحساء لتقديم المساعدات العينية والمالية، وقد بلغت مساعداتها عام 1429هـ أكثر من 52 مليون ريال.

- تأسيس مركز إكرام الموتى لغرض العناية بكل ما يخص شئون المسلم بعد موته من تجهيز للميت وحفر القبر ونقله، وكذلك بناء وتشغيل وصيانة المغتسلات وإقامة الدورات الشرعية وطباعة الكتب والأشرطة بما يخص ذلك.

- تأسيس مركز التنمية الأسرية لغرض معالجة الخلافات الأسرية وتكوين محاضن تربوية نموذجية والإسهام في القضاء على العنوسة وغلاء المهور وتشجيع الزواج بين ذوي الحالات الخاصة وحماية الفرد والمجتمع من الانحراف السلوكي والفساد الأخلاقي.

- تنفيذ مشاريع استثمارية، واجتماعية تهدف لتنمية المجتمع المحلي وتنمية موارد الجمعية من خلال تأسيس رياض أطفال ومجموعات عيادات ومشروع تدوير الورق.[2]

- معرفة المحتاجين وتلبية احتياجاتهم وتواصلها مع المجتمع وحصولها على ثقة المتبرعين.[3]

## انظر ايضا
- جمعية البر الخيرية بمركز حسوة

## وصلات خارجية
http://ahsaber.org/?page_id=126146